# Рачков, Сергей Анатольевич
Сергей Анатольевич Рачков (бел. Сяргей Анатольевіч Рачкоў; род. 4 ноября 1960, Минск) — белорусский государственный деятель, дипломат, депутат Национального собрания Республики Беларусь по международным делам и национальной безопасности. Кандидат педагогических наук (1991).

## Биография
Окончил среднюю школу № 64 г. Минска с углубленным изучением английского языка (1978), переводческий факультет (1983) и аспирантуру (1990) Минского государственного педагогического института иностранных языков.
В 1991 году защитил диссертацию на соискание учёной степени кандидата педагогических наук по теме: «Подготовка будущего учителя к осуществлению процесса формирования политической культуры школьников» (специальность 13.00.01 — теория и история педагогики). Научный руководитель — доктор исторических наук, профессор Л. Н. Тихонов. Место защиты — Минский государственный педагогический институт им. М. Горького.
Проходил обучение по программам международного менеджмента и международных отношений в Всемирном банке (г. Вашингтон, США), Объединенном Венском институте (г. Вена, Австрия), Женевском центре изучения политики в области международной безопасности (г. Женева, Швейцария). Стажировался в университете Западного Лондона (Ealing College of Higher Education), центральных и коммерческих банках Бельгии, Великобритании, Кипра, Италии, России. Имеет диплом по специальности «Политический обозреватель».
1983—1992 — аспирант, преподаватель Минского государственного педагогического института иностранных языков.
1992—1997 — начальник управления по работе с персоналом АКБ «Белвнешэкономбанк», г. Минск.
1997—1999 — начальник управления кадровой политики — советник Председателя Правления Национального банка Республики Беларусь.
1999—2000 — начальник отдела США и Канады управления Америки МИД Беларуси.
2000—2002 — советник Посольства Республики Беларусь в Соединенных Штатах Америки, Временный поверенный в делах Республики Беларусь в Соединенных Штатах Америки.
2003—2006 — консультант, начальник отдела США и Канады управления Америки МИД Беларуси.
2006—2009 — заместитель Постоянного представителя Республики Беларусь при Организации Объединенных Наций
2009—2013 — начальник отдела США и Канады управления Америки МИД Беларуси.
09.2013—10.2019 — Чрезвычайный и Полномочный Посол Республики Беларусь в Арабской Республике Египет, Постоянный Представитель Республики Беларусь при Лиге арабских государств.
01.2014—10.2019 — Чрезвычайный и Полномочный Посол Республики Беларусь в Султанате Оман и Алжирской Народной Демократической Республике по совместительству.
05.2014—10.2019 — Чрезвычайный и Полномочный Посол Республики Беларусь в Республике Судан по совместительству.
С 5 декабря 2019 года является членом Совета Республики Национального собрания Республики Беларусь, председатель Постоянной комиссии Совета Республики Национального собрания Республики Беларусь по международным делам и национальной безопасности. Член Президиума Совета Республики Национального собрания Республики Беларусь. Заместитель руководителя делегации Национального собрания Республики Беларусь в Парламентской Ассамблее ОБСЕ. Председатель комиссии Парламентского собрания Союза Беларуси и России по вопросам внешней политики. Член комиссии Парламентской Ассамблеи ОДКБ по политическим вопросам и международному сотрудничеству. Руководитель рабочих групп Национального собрания Республики Беларусь по сотрудничеству с парламентами Канады, США, Омана, Египта, Объединенных Арабских Эмиратов, Узбекистана.
В мае 2021 года избран в состав Бюро Постоянного комитета по вопросам мира и международной безопасности Межпарламентского союза.
В ноябре 2021 года в ходе 143-й Ассамблеи Межпарламентского союза в Мадриде избран в состав Консультативной группы высокого уровня по противодействию терроризму и насильственному экстремизму от геополитической группы "Евразия".
В 2024 году полномочия Рачкова в Совете Республики были досрочно прекращены в связи с его избранием в Палату представителей.
Избирался заместителем председателя Комиссии ООН по разоружению, Третьего комитета Генеральной Ассамблеи ООН, Комитета высокого уровня Генеральной Ассамблеи ООН по сотрудничеству Юг — Юг.
Участвовал в работе миссий БДИПЧ ОБСЕ в качестве международного наблюдателя за выборами в США (2004, 2012) и Албании (2003).
Присвоен первый класс государственного служащего. Имеет дипломатический ранг Чрезвычайного и Полномочного Посланника первого класса.
Кандидат педагогических наук, доцент. Стаж научно-педагогической деятельности составляет более пятнадцати лет. Автор более 30 научных публикаций по проблематике политическая культура и политическая социализация личности.
Владеет английским и французским языками.

## Семья
Женат. Имеет дочь.

## Хобби
Занимался спортом (плавание, спортивная гимнастика, каратэ), кандидат в мастера спорта по спортивной гимнастике.

## Награды
- почетная грамота Совета Министров Республики Беларусь (2018)[22],
- благодарность Президента Республики Беларусь (2019)[23],
- почетная грамота Министерства иностранных дел Республики Беларусь,
- почетная грамота Министерства энергетики Республики Беларусь,
- почетная грамота Национального собрания Республики Беларусь (2021)[24],
- медаль «За укрепление парламентского сотрудничества в ОДКБ» (2021)[25],
- Медаль «За укрепление парламентского сотрудничества» (16 ноября 2023 года, Межпарламентская ассамблея СНГ) — за особый вклад в развитие парламентаризма, укрепление демократии, обеспечение прав и свобод граждан в государствах — участниках Содружества Независимых Государств[26],
- Медаль «За трудовые заслуги» (18 марта 2024 года)  — за плодотворную государственную и общественную деятельность, значительный личный вклад в развитие законодательства и парламентаризма[27].
- Медаль «10 лет Евразийскому экономическому союзу» (26 декабря 2024 года)[28].